# 沙埗
沙埗，位於广东省鹤山市沙坪鎮（今沙坪街道）的村落，属永安管理区辖，有广湛公路及江肇公路经过。
傳說明永乐六年（1408），邓姓先民從顺德迁于此處开村。村民多以紡织竹器等手工业谋生。村落因位於在河滩旁邊，故得名沙埗。中华人民共和国建立后，全村土地为国家征用，村民户口由农村转入城镇户口。1970年代成立机械修造厂、毛巾厂等，村民多轉入工廠工作。